# Amy Gentry
Amy Constance Gentry, née le 26 juillet 1903 et morte le 11 juin 1976, est une pionnière de l'aviron féminin en Angleterre. Elle commence sa carrière dans le club d'aviron de Weybridge, où elle aide à fonder une section réservée aux femmes en 1920. De 1932 à 1934, elle est championne invaincue de skiff.
Durant la Seconde Guerre mondiale, elle est la secrétaire de l'ingénieur Barnes Wallis et l'aide dans ses expériences de développement d'une bombe rebondissante destinée à détruire les barrages allemands.

## Biographie

### Débuts sportifs
Amy Gentry est née en 1903 à Barnes, près de la Tamise. Elle commence les courses en canots dès l'âge de 6 ans. En 1919, alors que le club d'aviron de Weybridge célèbre la victoire des alliés durant la Première Guerre mondiale, elle participe à une compétition féminine d'aviron à quatre. Elle en sort gagnante et décide par la suite d'aider les femmes du club à créer leur propre équipe d'aviron en 1920.
En 1925, Elle rejoint l'équipe britannique féminine d'aviron et participe à une régate royale de charité à Bruxelles. Son équipe arrivera devant la France, la Belgique et les Pays-Bas. Elle fonde à Weybridge une équipe exclusivement féminine d'aviron en 1926 et devient plus tard sa présidente. Elle gardera cette fonction jusqu'à sa mort,.

### Championnats et récompenses
Amy Gentry participe avec son frère à différentes compétitions mixte d'aviron en double. Ensemble, ils remportent trois championnats consécutif de 1924 à 1926. En 1927, Elle participe à la première course Eights Head of the River Race féminine et la remporte avec son équipe de Weybridge. Elle est championne britannique de skiff en solo en 1932, 1933 et 1934. Elle prend ensuite sa retraite et reste donc techniquement invaincue dans cette discipline,.
En parallèle de sa carrière sportive, elle aide également à l'administration des différents club d'aviron. De 1926 à 1938, elle est secrétaire de l'Association d'aviron amateur féminin (Women's Amateur Rowing Association). Elle finit par présider cette association, et son entité suivante, le comité féminin de l'Association d'aviron amateur, ceci jusqu'à sa retraite en 1968. Un an plus tard, elle reçoit l'Ordre de l'Empire britannique pour ses services rendus à l'aviron.
En 1960, elle convainc la Fédération internationale d'aviron de tenir les championnats d'Europe d'aviron féminin à Londres.
Amy Gentry meurt dans un hôpital à Stanwell en 1976 à l'âge de 72 ans. Elle n'était pas mariée et n'avait pas d'enfants.

### Durant la Seconde Guerre mondiale

Le concept de la bombe rebondissante de Wallis

Pendant la Seconde Guerre mondiale, elle travaille pour Vickers-Armstrong en tant que secrétaire de l'ingénieur Barnes Wallis et l'aide dans ses expériences, dont la plus connue est le développement d'une bombe rebondissante capable de détruire les barrages allemands. Pour ce faire, Wallis catapultait des modèles en bois dans une étendue d'eau que Gentry allait chercher à la rame.